# Uguccione dei Contrari

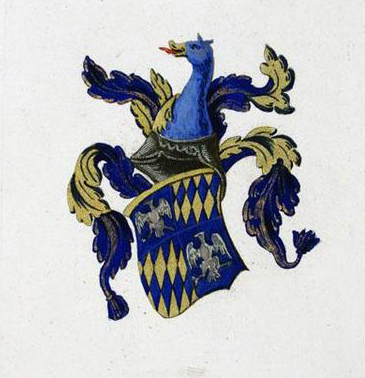
Stemma famiglia Contrari

Uguccione dei Contrari (Ferrara, 1379 – Ferrara, 15 maggio 1448) è stato un politico e militare italiano.

## Biografia

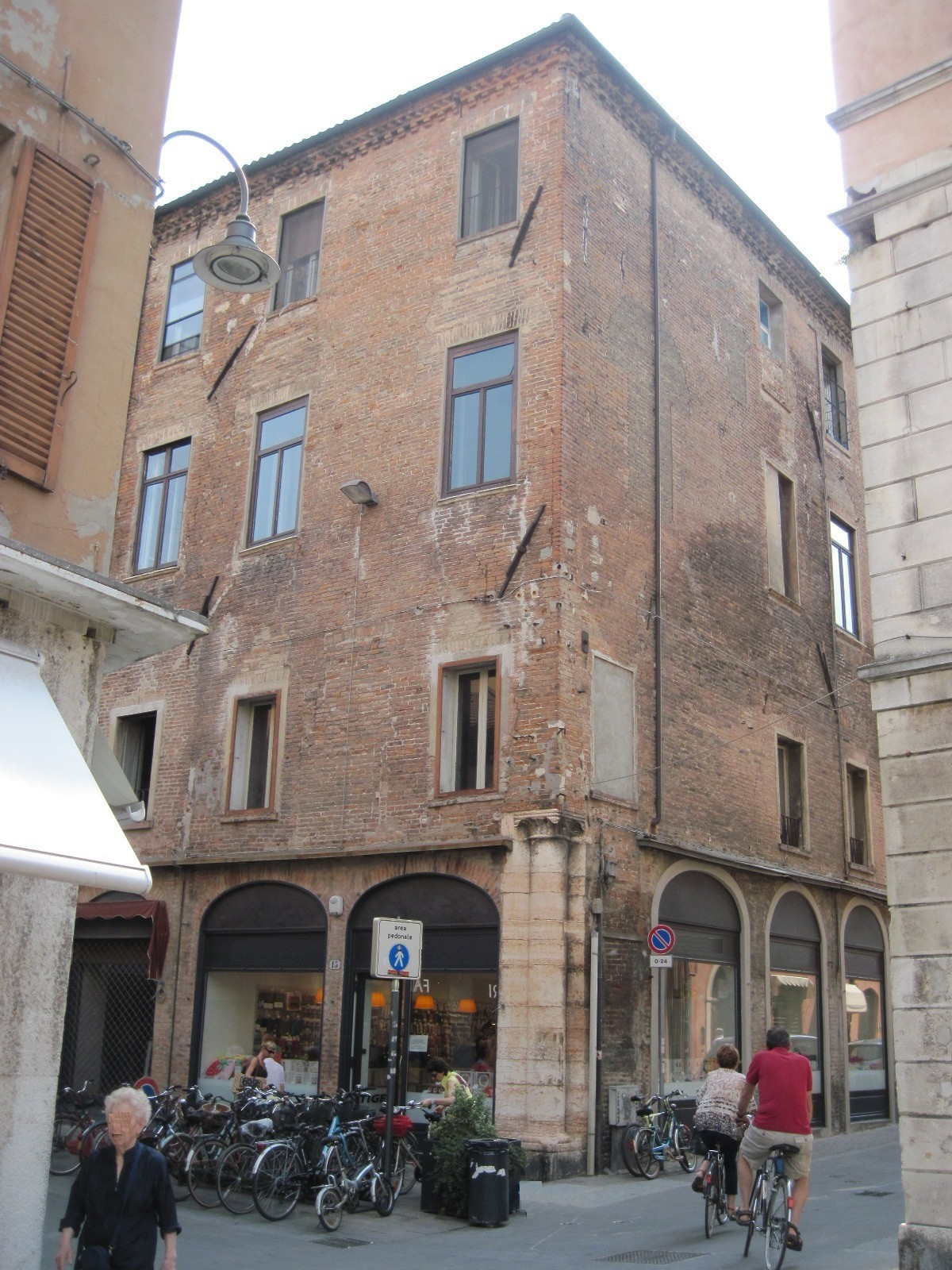
Palazzo che appartenne alla famiglia Contrari, a Ferrara, come appare recentemente, all'angolo tra la via Contrari e la via Canonica.

Fu il più celebre esponente della nobile famiglia dei Contrari, una delle più potenti di Ferrara sin dal XII secolo, e già col padre Mainardo la sua casata ricevette incarichi di governo dai signori della città, gli Este.
Fu però la sua abilità in ambito militare a farlo apprezzare sia dal marchese Niccolò III d'Este sia dal Papa, che lo nominò maresciallo generale del suo esercito. Il 25 gennaio 1401 Niccolò III, per i suoi servigi, lo ricompensò con la concessione del feudo e della Rocca di Vignola, con le ville e terre del contado. Per lo stesso motivo ebbe in feudo il territorio di Sariano dove venne edificata una cappella poi divenuta parte della chiesa parrocchiale di San Maurelio.
Nel giugno del 1409 gli abitanti di Reggio Emilia, ribellatisi al dominio dei Visconti dopo la morte di Ottobuono de' Terzi, gli affidarono la città e ne assaltarono inutilmente la cittadella, protetta da Antonio da Vallisnera ed altri capitani del Terzi. Solo il 17 luglio la cittadella fu consegnata a Nicolò III.
Assedia Mirandola nel 1426 alla guida di soldati ferraresi.
Nel 1575 i Contrari si estinsero per cui i beni feudali tornarono agli Estensi..
Uguccione sposò in prime nozze Giacoma Schivazappa e in seconde nozze Camilla Pio. Dalla seconda moglie ebbe due figli, Nicolò e Ambrogio.